# متلازمة هوغلند
متلازمة هوغلند أو متلازمة هاغلوند (بالإنجليزية: Haglund's syndrome)‏ هي مجموعة من الأعراض تُسمى تشوه هوغلند (عرن للعقب الجانبي) مع التهاب الجراب خلف العقبي، وعادةً ما يرتبط مع التهاب وتر أخيل.